# Noah (film, 2013)
Pour les articles homonymes, voir Noah.
Pour plus de détails, voir Fiche technique et Distribution.
Noah est un court métrage canadien écrit et réalisé par Patrick Cederberg et Walter Woodman, sorti en 2013.
Le film a la particularité de ne se dérouler qu'à l'intérieur d'un écran d'ordinateur, évoquant les comportements des jeunes adultes de l'année 2013 sur Internet,. Présenté au festival de Toronto, il y remporte le prix du meilleur court métrage canadien.

## Synopsis
17 minutes du temps passé par Noah sur Internet, alternant entre Facebook, Skype, YouTube, YouPorn, Chatroulette, iTunes, etc.

## Fiche technique
- Titre : Noah
- Réalisation : Patrick Cederberg et Walter Woodman
- Scénario : Patrick Cederberg et Walter Woodman
- Production : Patrick Cederberg et Walter Woodman
- Montage : Patrick Cederberg
- Décors : Alexis Cuthbert
- Pays : Canada
- Durée : 17 minutes
- Dates de sortie :
  -  Canada : septembre 2013 (Festival de Toronto)

## Distribution
- Sam Kantor : Noah
- Caitlin McConkey-Pirie : Amy
- Nina Iordanova : Lilly

## Distinctions

### Récompenses
- Festival international du film de Toronto 2013 : meilleur court métrage canadien
- Festival international du court-métrage de Clermont-Ferrand 2014 : Grand Prix et Prix du Public dans la compétition Labo